# 西京雑記
『西京雑記』（せいけいざっき）は、前漢の出来事に関する逸話を集めた書物。著者は晋の葛洪ともされるが、明らかでない。
その内容の多くは史実とは考えにくく、小説と呼んだほうが近い。

## 概要
「西京」とは前漢の首都であった長安のことで、前漢に関する逸話・逸事が集められている。
跋文や『隋書』経籍志二では2巻とするが、現行本は6巻であることが多い。
130条前後からなり、前漢の逸話のほか、宮廷の文物や年中行事を詳しく記す。

## 作者
『西京雑記』の作者ははっきりしない。
現在の『西京雑記』には跋文が附属しており、そこでは著者の葛洪が前漢の劉歆の書いた『漢書』を見て、それを班固の『漢書』と比べてみたところ、だいたい内容は同じだったが、班固のものに見えない記事をまとめて『西京雑記』とした、ということが書いてあるが、あまりにも荒唐無稽で、この話をそのまま信ずる人はいない。
『隋書』には著者名を記さない。
魯迅『中国小説史略』によると、作者を劉歆とする説、葛洪とする説、梁の呉均とする説などがあるが、梁の殷芸『小説』が『西京雑記』を引用していることから梁初以前の作品であり、時代的には葛洪説がもっとも合うという。

## 評価
『西京雑記』は歴史書として見ると不正確な点が多すぎ、『漢書』匡衡伝の顔師古注では、『西京雑記』を大いにけなしている。淮南王劉安が仙人になったなど、正史と矛盾する話が多い（もっとも劉安の登仙の話は王充『論衡』道虚篇で批判されているぐらい古くからある伝説である）。
その一方、『西京雑記』に書かれている事柄が出土文物によって裏づけられることもある。漢の皇帝のなきがらが「珠襦玉匣」を金縷でつづったもので覆われるという記述は、1968年に劉勝墓から金縷玉衣が発見されたことによって実証された。
小説として見ると文章も短くておもしろく、とくに王昭君が画家に賄賂を渡さなかったので匈奴に嫁入りすることになった話は高校の漢文の教科書にもとりあげられることが多い。

## 邦訳
- 福井重雅 編『訳注 西京雑記・独断』東方書店、2000年。ISBN 4497200078。